# OKB-39
OKB-39 (em russo: ОКБ-39), foi a designação de um dos birôs de desenho experimental (OKB) que funcionou na União Soviética entre as décadas de 30 e 40. Usando mão de obra de presos políticos "anistiados" conforme publicado no Pravda em 10 de Julho de 1931. Sendo subordinado ao NKVD, apesar de ter atuado na produção de inúmeros produtos, se destacou na área aeronáutica, e anos depois, já com outras identificações, na área aeroespacial.